# Наташино (Павлодарская область)
Наташино (каз. Наташино) — упразднённое село в Успенском районе Павлодарской области Казахстана. Входило в состав Ольгинского сельского округа. Ликвидировано в 2001 г.

## Население
В 1989 году население села составляло 133 человека. По данным переписи 1999 года в селе проживало 73 человека (39 мужчин и 34 женщины).

## История
Село основано в 1907 г. немцами-меннонитами переселенцами из Таврической и Екатеринославской губерний. Здесь находилась заимка отставного генерала Борисова, проживавшего в Семипалатинске. Царская администрация подарила ему здешние земли и возникшие 3 села, которые после его смерти стали именоваться Борисовка, Ольгино и Наташино по фамилии Борисова и именам двух его дочерей.